# Järnvägen Hamburg–Puttgarden
Järnvägen mellan Hamburg och färjestationen Puttgarden i Tyskland och är en internationellt viktig järnvägslinje. Bansträckan är 152 kilometer lång. Den räknas ibland som två linjer, Hamburg–Lübeck och Lübeck–Puttgarden. Hamburg–Lübeck är dubbelspårig och elektrifierad. Sträckan Lübeck–Puttgarden är enkelspårig och utan eldrift.

## Historia
Linjen Hamburg–Lübeck öppnades 1865. Redan år 1851 kunde man åka tåg Hamburg–Lübeck via andra linjer med byte i Büchen. År 1881 öppnades linjen Neustadt–Oldenburg, år 1898 Oldenburg–Heiligenhafen och inte förrän 1928 Lübeck–Neustadt. De berodde på att redan år 1866 gick det att åka Lübeck–Neustadt via andra linjer med byte i Eutin. År 1949 öppnades en bana till Großenbrode där en färja till Danmark inrättades. År 1963 invigdes ”Fågelvägslinjen”, järnväg Großenbrode–Puttgarden och färja till Rødby.
Linjen Hamburg–Lübeck fick dubbelspår 1876 och elektrifiering 2008. År 1998 öppnades Stora Bältbron för tågtrafik och då upphörde godstrafiken och nattågstrafiken via Puttgarden. År 2010 öppnades en en kilometer lång anslutande bana till Burg auf Fehmarn på en gammal banvall, så att regionaltågen kunde stanna nära stadens centrum. På banan gick tills 2019 dieseldrivna persontåg Hamburg–Köpenhamn, som följde med färjan. Dessa går sedan dess över Stora Bältbron.

## Trafik
Det går regionala persontåg. Mellan Puttgarden och Lübeck är det korta dieselmotorvagnar av typ Alstom LHB Coradia LINT. Mellan Lübeck och Hamburg är det vanligen tåg med lok och dubbeldäckade vagnar, men det finns också snabbtåg typ ICE till södra Tyskland. Från slutet av 2022 kommer för byggets skull inga tåg gå norr om Neustadt, till dess att den nya dubbelspåriga järnvägen är klar.

## Bildgalleri

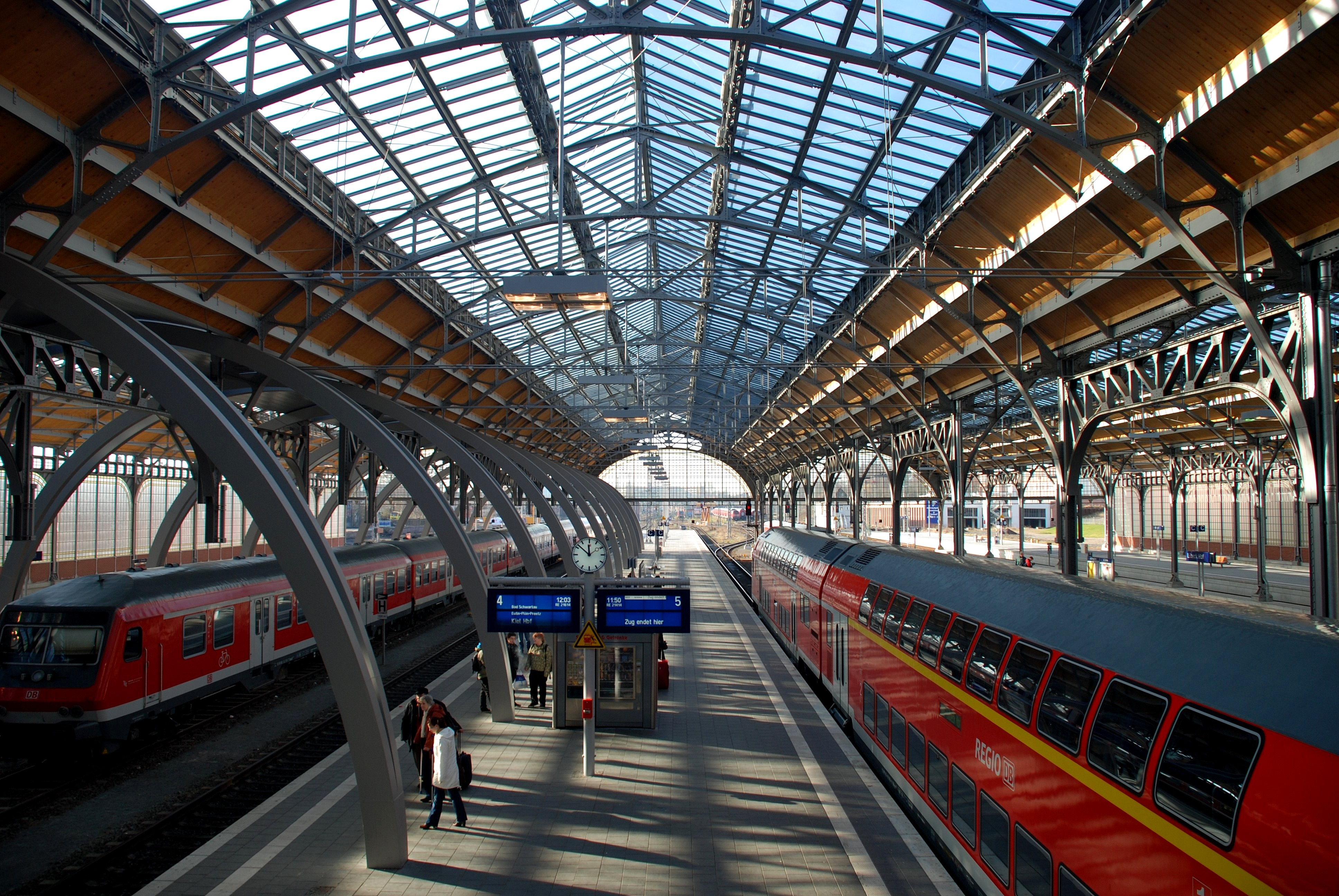
Lübecks station
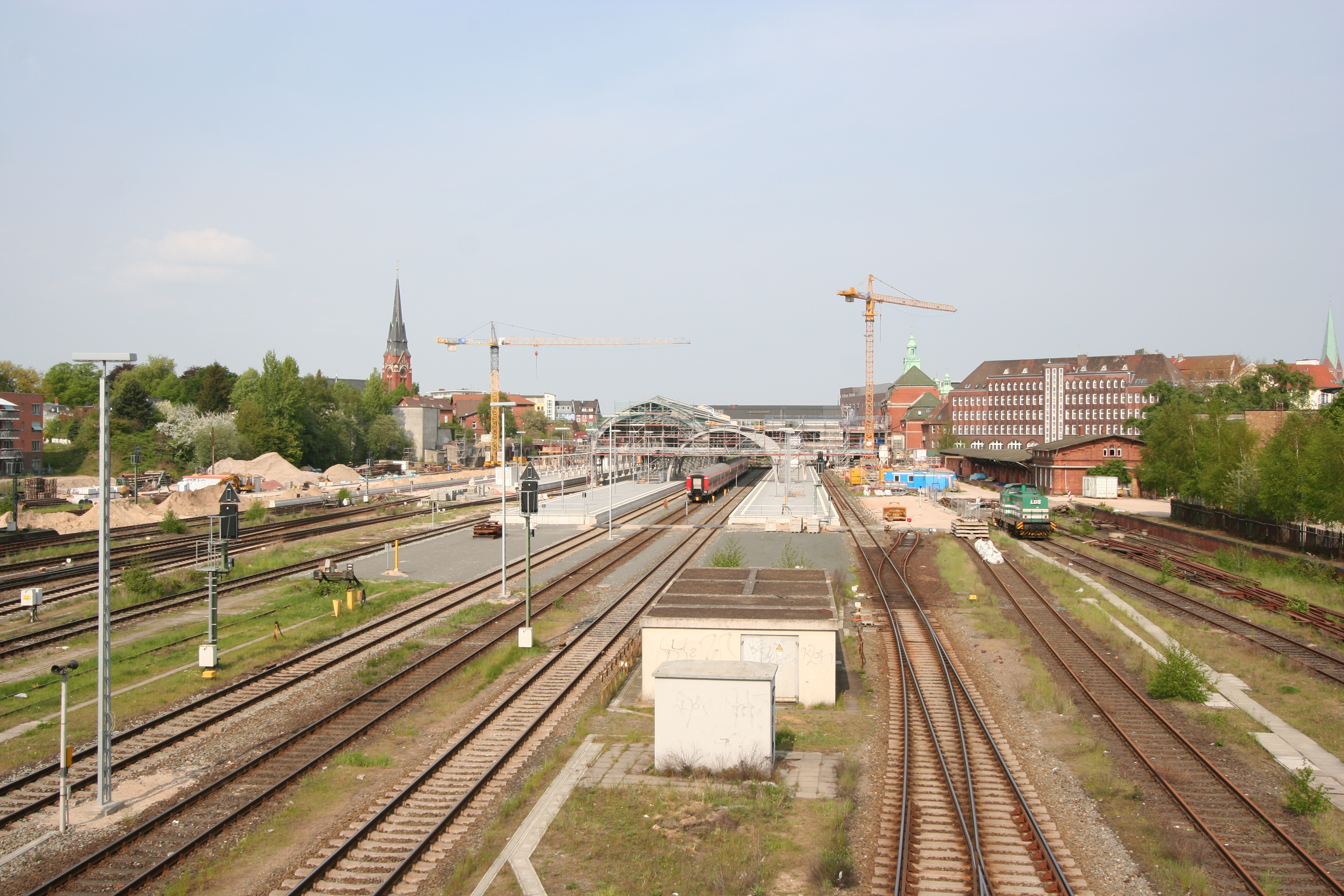
Lübeck före elektrifieringen
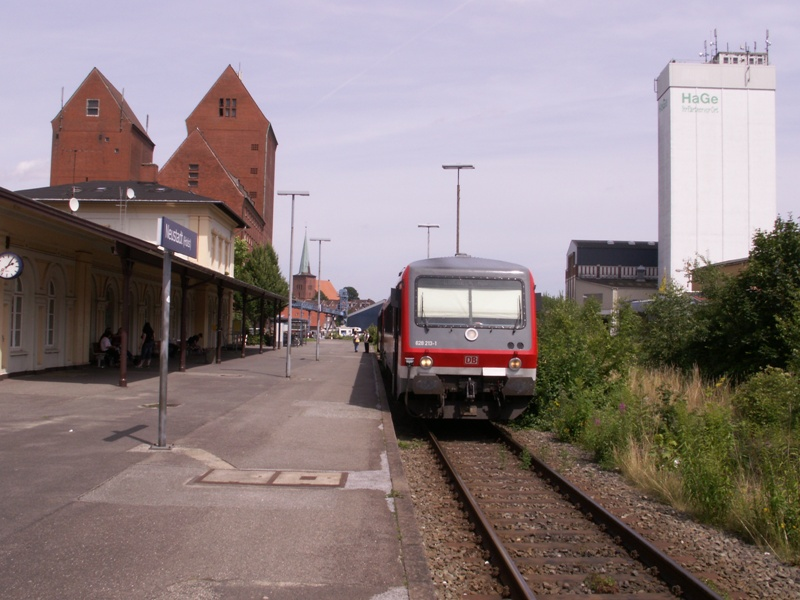
Neustadt in Holstein
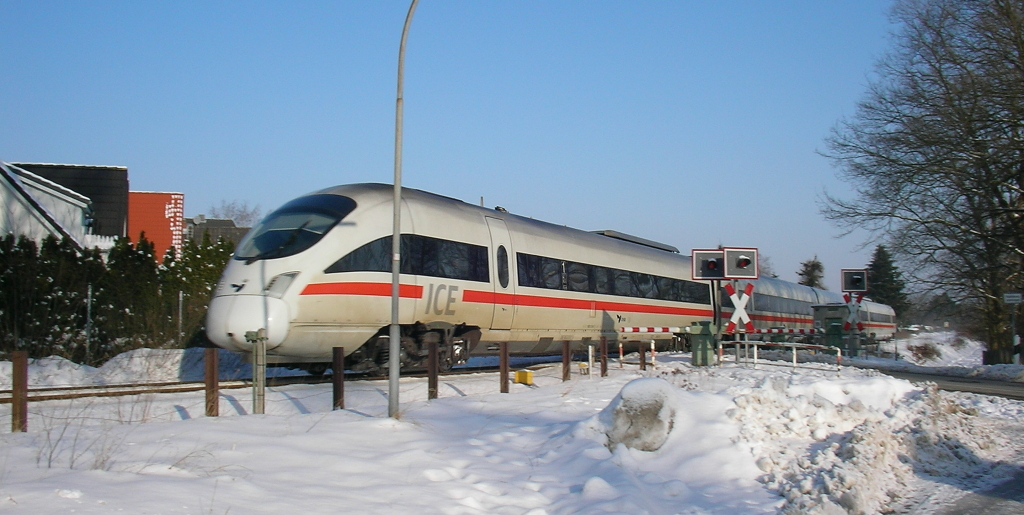
ICE-tåg vid Ratekau
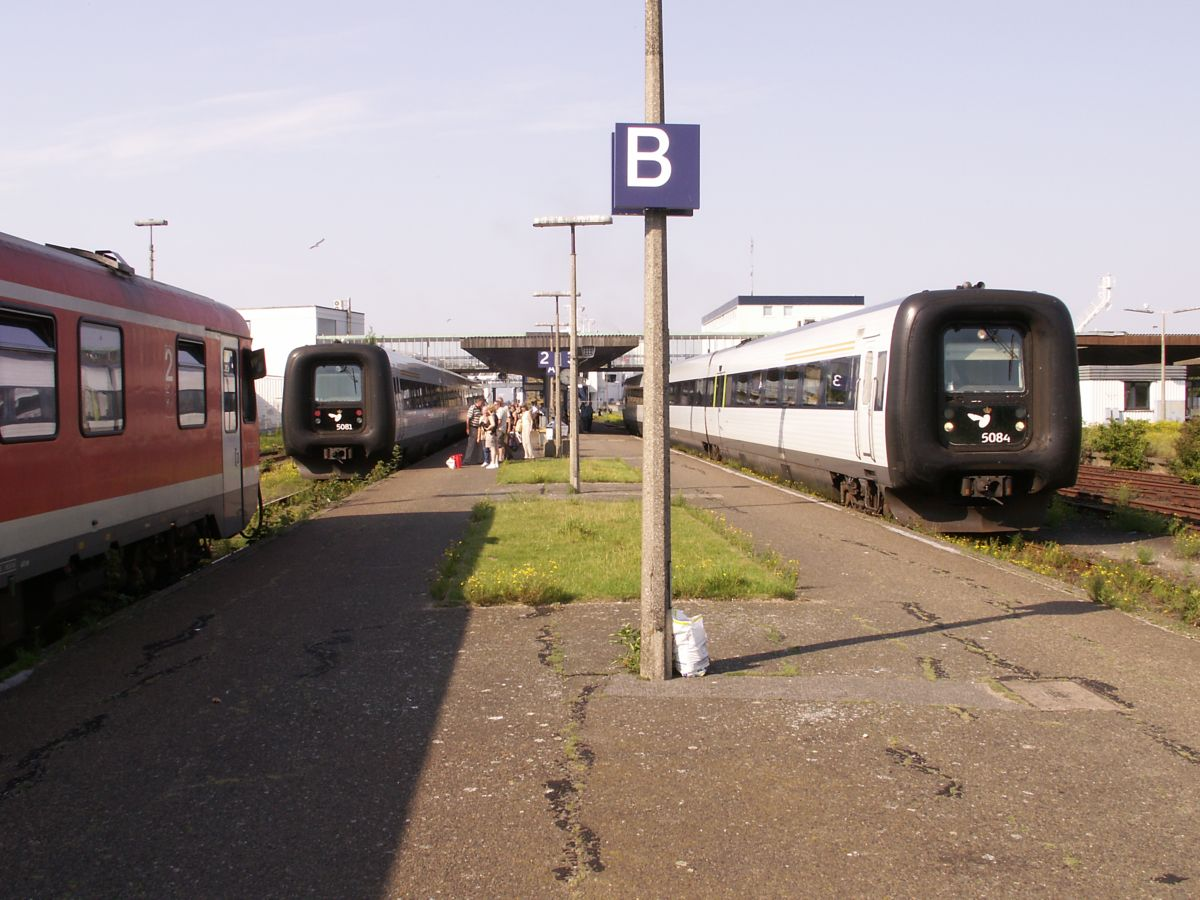
Puttgarden
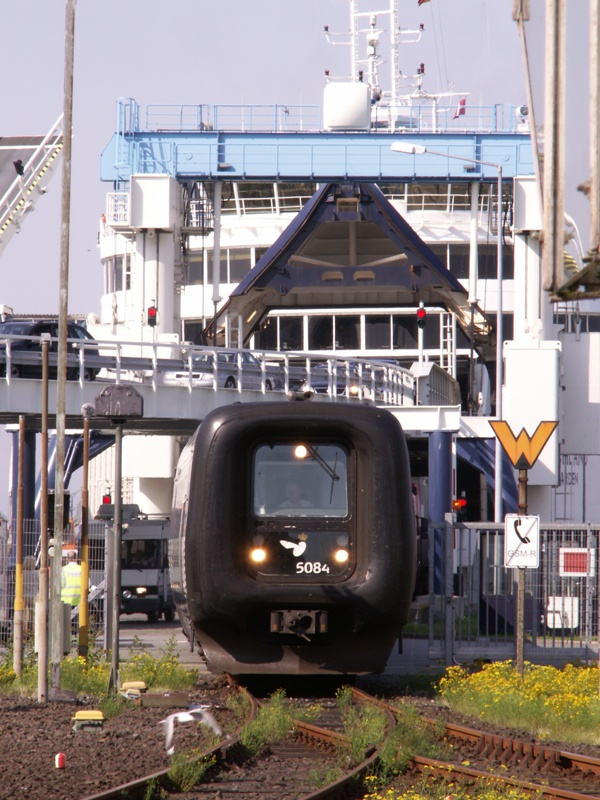
Puttgarden
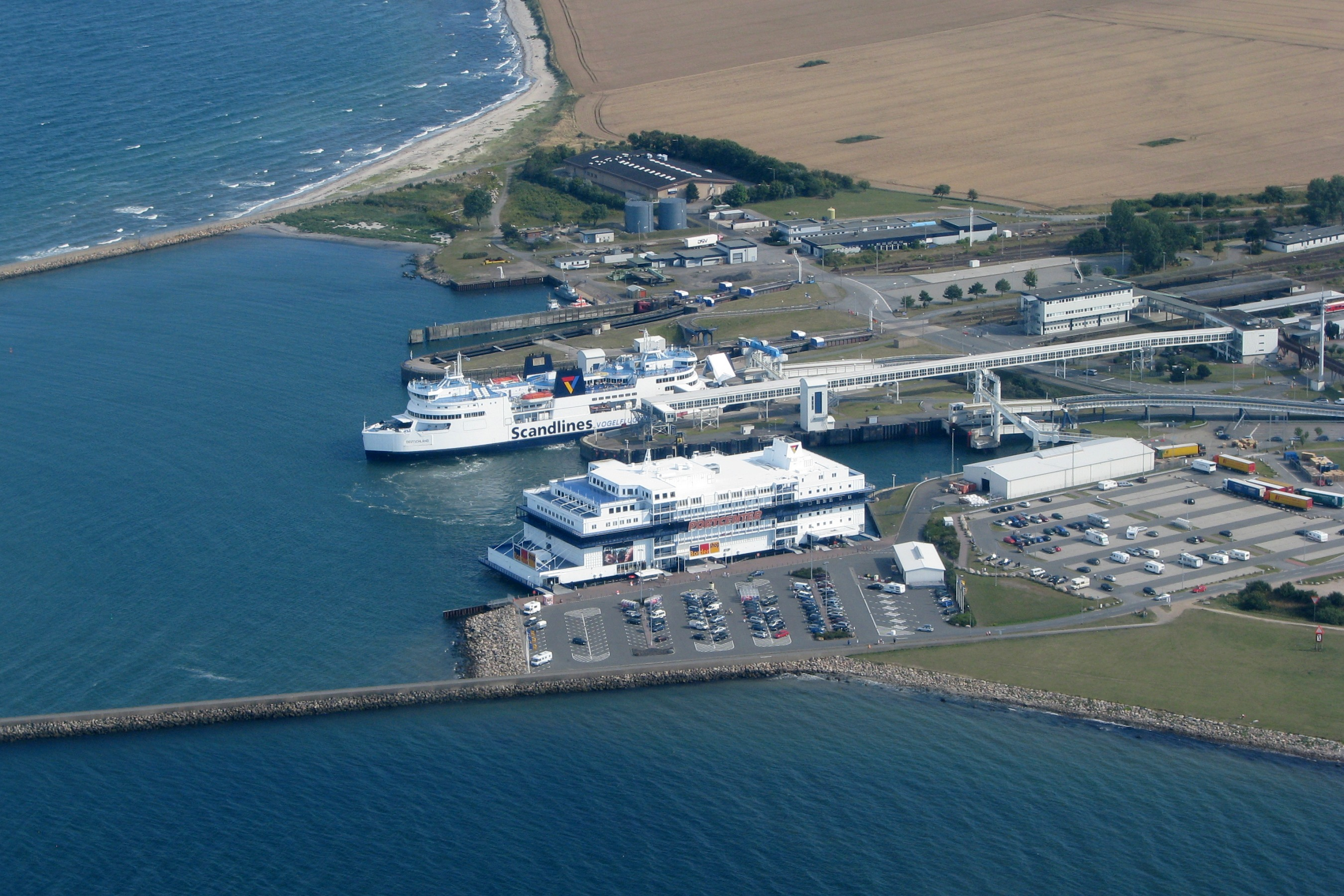
Puttgarden